# Andreas Hartmann (Kameramann)
Andreas Hartmann (* 1983 in Paderborn) ist ein deutscher Filmregisseur und Kameramann.

## Leben und Werk
Hartmann absolvierte eine Ausbildung zum Mediengestalter und ein Diplom-Kamera-Studium an der Hochschule für Film und Fernsehen Potsdam. Sein Abschlussfilm Little Thirteen war auf mehreren internationalen Filmfestivals zu sehen und lief 2013 in der Vorauswahl für die Nominierungen zum Deutschen Filmpreis. Er arbeitete mit mehreren deutschen Nachwuchsregisseuren zusammen, darunter Jonas Rothlaender, Aron Lehmann und Christian Klandt.
Seit 2010 arbeitet er bei einer Reihe von Katie-Mitchell-Inszenierungen als Kameramann mit.
Im Jahr 2024 gewann er für den Dokumentarfilm Jōhatsu – Die sich in Luft auflösen zusammen mit Arata Mori den Hauptpreis des Internationalen Dokumentarfilmfestivals München.

## Werke

### Theaterproduktionen von Katie Mitchell
- 2010 Fräulein Julie –  Schaubühne am Lehniner Platz, Berlin
- 2013 Die gelbe Tapete nach Charlotte Perkins Gilman –  Schaubühne am Lehniner Platz, Berlin
- 2014 Wunschloses Unglück – Burgtheater Wien (Kasino am Schwarzenbergplatz)
- 2014 Forbidden Zone – Salzburger Festspiele, danach auch an der Schaubühne am Lehniner Platz, Berlin

### Filmografie (Auswahl)
- 2009: Nachtspuren (Regie, Kamera)
- 2009: 24h Berlin – Ein Tag im Leben (Kamera)
- 2010: Days of Rain (Regie, Produktion, Kamera)
- 2012: Little Thirteen (Kamera)
- 2015: My Buddha is Punk (Regie, Produktion, Kamera)
- 2016: Freier Mensch (Regie, Produktion, Kamera)
- 2017: A Free Man (Regie, Produktion, Kamera)
- 2021: Das starke Geschlecht (Kamera)
- 2024: Jōhatsu – Die sich in Luft auflösen (Regie, Produktion)